# Monarchie thaïlandaise
La monarchie thaïlandaise est le régime politique en vigueur en Thaïlande. Elle s'inscrit d'abord au sein d'une monarchie absolue puis, depuis la révolution siamoise de 1932, d'une monarchie constitutionnelle.
Le chef de l'État thaïlandais porte le titre de roi de Thaïlande (thaï : พระมหากษัตริย์ไทย, RTGS : Phra Maha Kasat Thai). Par sa fonction de chef d'État, il est ainsi commandant suprême des Forces armées royales thaïlandaises (seulement nominatif car en réalité dirigé par le ministre de la Défense) et défenseur des religions, la principale étant le bouddhisme dont il est le croyant.
Il est également, depuis 1782, le chef de la dynastie Chakri.